# Hassi Etile
Hassi Etile es una comuna o municipio del departamento de Néma, en la región de Hodh el Charqui, en Mauritania. En marzo de 2013 presentaba una población censada de 5950 habitantes.
Se encuentra ubicada al sureste del país, sobre el desierto del Sahara, cerca de la frontera con Malí.